# Doraemon i l'imperi maia
Doraemon i l'imperi maia és la 21a pel·lícula de Doraemon estrenada al Japó l'11 de maig del 2000.
Quan en Nobita i els seus amics havien d'assajar una obra de teatre, un dels invents es van trencar i es va obrir un portal amb un territori maia en la seva època. Allà coneixen un príncep que es idèntic que Nobita i decideixen canviar-se. Però no era el que esperava. Era allà que tenia que ser una bruixa.
Aquesta pel·lícula de Doraemon es va estrenar per primera vegada al Super3 i en la versió catalana el 30 de juliol del 2017. Sens dubte va sortir del super3 per una incidència de canals resintonitzats. Després vam poder veure retransmetent al Boing ja que en molts casos la seva programació estava enrere del que tocaria per part del Super3. Actualment, Doraemon s'emet des de sempre al Boing. Ja no s'emet al super3.
La qualitat d'aquesta pel·lícula de Doraemon és bona. I també ho són en d'altres pel·lícules de Doraemon com per exemple: el tren del temps, els pirates dels mars del sud, el gladiador i el secret del laberint.
Presentació de les pel·lícules de Doraemon
Normalment les pel·lícules de Doraemon tenen la música original del 1979. Però amb l'arribada de les noves pel·lícules de Doraemon, la presentació és diferent per què el 2005 la música del Doraemon és nova. Després de la presentació comença la pel·lícula completa.
Finalització de les pel·lícules de Doraemon
Al acabar les pel·lícules de Doraemon tenen uns crèdits finals escrits en japonès.